# Parasiccia nocturna
Parasiccia nocturna là một loài bướm đêm thuộc phân họ Arctiinae, họ Erebidae.